# Семёновка (Воловский район, Липецкая область)
Семёновка — деревня в Воловском районе Липецкой области России. Входит в состав Набережанского сельсовета.

## География
Деревня находится в юго-западной части Липецкой области, в лесостепной зоне, в пределах восточных отрогов Среднерусской возвышенности, к востоку от реки Олым, на расстоянии примерно 20 километров (по прямой) к востоку-юго-востоку (ESE) от села Волово, административного центра района. Абсолютная высота — 194 метра над уровнем моря.
Климат умеренно континентальный с теплым летом и умеренно морозной зимой.
Часовой пояс
Деревня Семёновка, как и вся Липецкая область, находится в часовой зоне МСК (московское время). Смещение применяемого времени относительно UTC составляет +3:00.

## Население
| 2010 | 2012 |
| ---- | ---- |
| 36   | ↗38  |

Гендерный состав
По данным Всероссийской переписи населения 2010 года в гендерной структуре населения мужчины составляли 41,7 %, женщины — соответственно 58,3 %.
Национальный состав
Согласно результатам переписи 2002 года, в национальной структуре населения русские составляли 100 % из 45 человек.

## Улицы
Уличная сеть деревни состоит из одной улицы (ул. Заречная).